# Angerona wenzeli
Angerona wenzeli là một loài bướm đêm trong họ Geometridae.